# Rudolfova lávka

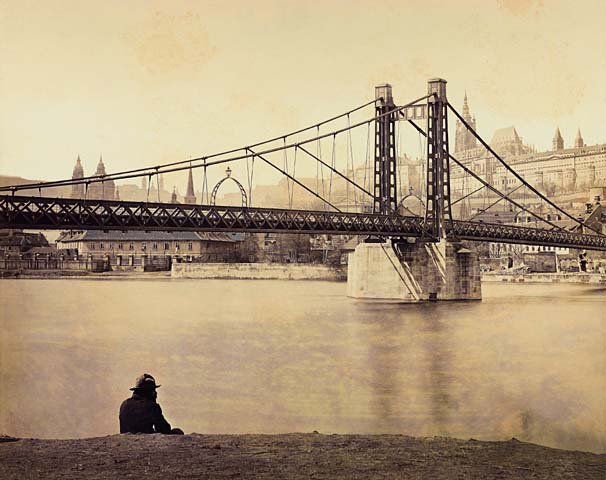
Rudolfova lávka v roce 1885.

Rudolfova lávka byla postavena v letech 1868–1869, jako třetí visutý most přes Vltavu v Praze, mezi Klárovem a tzv. Rejdištěm. Byla pojmenována podle korunního prince Rudolfa a říkalo se jí také Železná lávka, případně Řetězová lávka.
Byla vybudována společně s železným visutým Mostem císaře Františka Josefa I. jako čtvrtý most přes řeku. Později bylo na staroměstském břehu zbudováno vyvýšené nábřeží, nazvané roku 1878 po korunním princi Rudolfovi – dnešní Alšovo nábřeží. Pojmenovaná po něm byla i nejvýznamnější budova na nábřeží za lávkou, Rudolfinum.
Lávka měla dvě pole o rozpětí 96,01 m. Na středním pilíři stála litinová mostní brána o výšce 17,5 m. Mostovka byla 3,35 m široká. Ocel pro řetězy a ložiska byla dodána z britského Sheffieldu. Vyústění lávky dodnes připomíná název ulice „U Železné lávky“ na malostranském břehu.
Lávka sloužila bez větších oprav až do roku 1914, kdy ji nahradil most arcivévody Františka Ferdinanda d’Este, který dnes nese jméno Mánesův most.
Pozůstatkem po Rudolfově lávce je hrázděný mýtní domek č. p. 554 na malostranské straně. V současnosti zde sídlí a působí občanské sdružení Gemini a budova je využívána pro práci s dětmi a mládeží.